# Adolphe Guzewski
Adolphe Guzewski (Dyrwiany, Polònia (1876-1920) fou un pianista i compositor polonès.
Va ser professor del Conservatori de Varsòvia i va compondre l'òpera Die Eisjungfrau (1907); una Simfonia; un Concert per a piano, i unes excel·lents Variacions per a orquestra, així com un Manual pràctic d'instrumentació (1905).